# Stolper See
De Stolper See is een meer in het zuidwesten van het district Plön van de deelstaat Sleeswijk-Holstein in Duitsland.
Het heeft een oppervlakte van 132,6 hectare, een maximale diepte van 14,6 meter, en ligt 27 m boven de zeespiegel.
De Alte Schwentine stroomt erdoorheen.
De plaats Stolpe ligt op de westoever.